# Peltogyne campestris
Peltogyne campestris är en ärtväxtart som beskrevs av Adolpho Ducke. Peltogyne campestris ingår i släktet Peltogyne och familjen ärtväxter.

## Underarter
Arten delas in i följande underarter:
- P. c. campestris
- P. c. rigida